# 휴스틸
휴스틸(Husteel Co., Ltd.)은 대한민국의 철강 기업이다. 본사는 서울시 강남구 테헤란로 512, 14층 (대치동, 신안빌딩)에 위치해 있으며 대표이사는 박훈이다.
  
사우디아라비아 파이프 업체 ‘사우디스틸파이프(SSP) 지분 16.37%을 보유하고 있다.  
 2025년 미국 휴스턴의 유정용강관 공장을 준공할 예정이다.

## 역사
1967년 4월 한국강관으로 설립되었고 1995년 12월에 신호 스틸로 상호를 변경하였다가 2002년 4월에는 다시 현재의 사명으로 변경하였다.

## 재무
2022년에 900억 규모의 유상증자를 하였다.

## 참고문헌
1. ↑  “휴스틸, 삼영무역, 무학, KISCO홀딩스, 대유에이피”. 《비즈니스포스트》. 2021년 2월 17일.
2. ↑  “휴스틸, 현재가 5.94% 급락”. 《서울경제》. 2023년 8월 11일.
3. ↑  “김인경, 휴스틸, 사우디 투자 '대박'…18% 급등”. 《이데일리》. 2024년 8월 27일.
4. ↑  “휴스틸, 지난해 영업익 187億…84.9%↓”. 《페로타임즈》. 2025년 2월 12일.
5. ↑  한국학중앙연구원 디지털당진문화대전
6. ↑  “휴스틸 주가 급락, 900억 규모 유상증자 결정에 지분가치 훼손 우려 커져”. 《비즈니스포스트》. 2022년 9월 19일.